# Yalgoo (Marskrater)
Yalgoo ist ein seit dem 14. September 2006 registrierter Krater auf dem Mars mit einem Durchmesser von 17,38 Kilometer.
Benannt wurde der Krater nach dem Ort Yalgoo im australischen Bundesstaat Western Australia.